# Dietrich von Hülsen-Haeseler

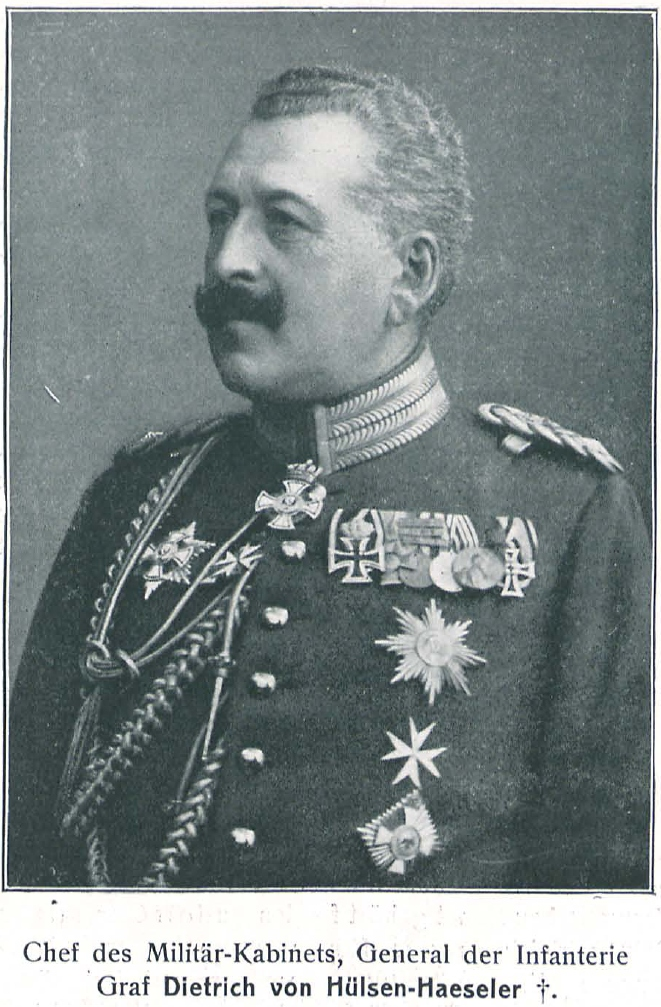

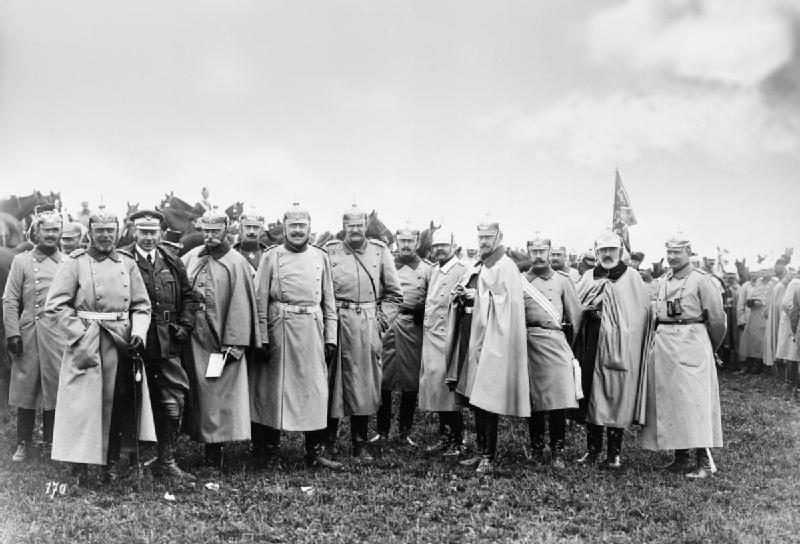
General Adjunto Graf von Hulsen-Haeseler (Jefe del Gabinete Militar del Káiser), sexto por la izquierda, en las maniobras del Káiser de 1905.

Dietrich Graf (Conde) von Hülsen-Haeseler (13 de febrero de 1852 - 14 de noviembre de 1908) fue un general de infantería del Imperio alemán.
Nacido en Berlín, Alemania, hijo de un general prusiano, Dietrich von Hülsen-Haeseler en 1870 se convirtió en teniente en el regimiento de granaderos de la guardia emperador Alejandro. Asistió a la Academia Militar Prusiana y fue agregado al Estado Mayor General en 1882. En 1889 fue hecho aide de camp del Káiser Guillermo, a quien conocía desde la adolescencia.
En 1894 von Hülsen-Haeseler fue nombrado agregado militar en la embajada alemana en Viena. En 1897, ahora coronel, retornó a Berlín como comandante de un regimiento de la guardia. En 1899 fue promovido a mayor general, hecho jefe de Estado Mayor en el Cuerpo de Guardias, y después recibió el mando de la 2.ª Brigada de Infantería de la Guardia.
Entre mayo de 1901 hasta su muerte en noviembre de 1908 von Hülsen-Haeseler sirvió como Jefe del Gabinete Militar Alemán, durante el cual fue ascendido a General de Infantería.

## Muerte
El 14 de noviembre de 1908 Dietrich Graf von Hülsen-Haeseler murió de un ataque al corazón mientras estaba en una cacería en honor del Káiser. La cacería se celebraba en el Castillo de Donaueschingen, en Baden-Wurtemberg; la finca de campo en la Selva Negra del Príncipe Max von Fürstenberg. Durante una función formal nocturna von Hülsen-Haeseler apareció vestido con un tutú rosa y una corona de rosas de una bailarina, bailando para el Káiser y sus invitados. La representación incluía piruetas, saltos y besos coquetos a la audiencia. Al parecer exhausto por sus esfuerzos el general se inclinó, se derrumbó y fue declarado muerto después de una apresurada atención médica. Las circunstancias fueron encubiertas por el cuerpo de oficiales para no inflamar a la presión pública sobre el escándalo de homosexualidad del asunto Harden-Eulenburg. Irónicamente, fue von Hülsen-Haeseler quien había organizado el encubrimiento del escándalo.

## Honores
Honores alemanes
- Prusia:
  - Cruz de Hierro (1870), 2.ª Clase
  - Caballero de la Corona Prusiana, 2.ª Clase, 1896; con Estrella, 19 de septiembre de 1901;[6] 1.ª Clase
  - Gran Cruz del Águila Roja, con Corona, Hojas de Roble y Espadas en Anillo
  - Estrella de Comandante de la Real Orden de Hohenzollern
  - Caballero de Justicia de la Orden de San Juan
  - Cruz al Serivcio
- Anhalt: Gran Cruz de Alberto el Oso, con Corona
- Gran Ducado de Baden:
  - Gran Cruz de la Orden de Bertoldo I
  - Gran Cruz del León de Zähringen, con Hojas de Roble
- Reino de Baviera:
  - Gran Cruz del Mérito de la Orden de San Miguel, 1906[7]
  - Gran Cruz de la Orden del Mérito Militar
- Ducado de Brunswick: Gran Cruz de Enrique el León, 1902[8]
- Ducados Ernestinos: Gran Cruz de la Orden de la Casa Ernestina de Sajonia
- Hesse-Darmstadt: Gran Cruz de Felipe el Magnánimo, 2 de enero de 1902;[9] con Corona
- Hohenzollern: Cruz de Honor de la Principesca Orden de Hohenzollern, 1.ª Clase
- Lippe-Detmold: Cruz de Honor de la Orden de la Casa de Lippe, 2.ª Clase
- Gran Ducado de Oldemburgo: Gran Cruz de la Orden de Pedro Federico Luis, con Collar y Corona Dorada
- Mecklemburgo:
  - Gran Cruz de la Corona Wéndica, con Corona Dorada
  - Gran Cruz del Grifón
- Sajonia-Weimar-Eisenach: Gran Cruz del Halcón Blanco
- Reino de Sajonia: Oficial de la Orden de Alberto, 1890;[10] Grand Cross with Golden Star
- Schaumburg-Lippe: Cruz de Honor de la Orden de la Casa de Schaumburg-Lippe, 1.ª Clase
- Schwarzburgo: Cruz de Honor, 1.ª Clase con Corona
- Waldeck y Pyrmont: Cruz al Mérito, 1.ª Clase
- Reino de Wurtemberg:[11]
  - Comandante de la Corona de Wurtemberg, con Estrella, 1902; Gran Cruz, ca. 1907
  - Gran Cruz de la Orden de Federico, 1903

Honores extranjeros
- Imperio austrohúngaro:[12]
  - Orden imperial de la Corona de Hierro, 2.ª Clase, 1890
  - Gran Cruz de la Orden imperial de Francisco José, 1900
  - Gran Cruz de la Orden imperial de Leopoldo, 1906
- Bélgica: Gran Cordón de la Orden de Leopoldo
- Principado de Bulgaria: Gran Cruz de San Alejandro
- Dinamarca: Gran Cruz de Dannebrog, 3 de abril de 1903[13]
- Grecia: Gran Cruz del Redentor
- Reino de Italia:
  - Gran Cruz de los Santos Mauricio y Lázaro
  - Gran Cruz de la Corona de Italia
- Principado de Montenegro: Gran Cruz de la Orden del Príncipe Danilo I
- Países Bajos:
  - Caballero del León Neerlandés
  - Gran Cruz de la Orden de Orange-Nassau
- Noruega: Gran Cruz de San Olaf, 15 de diciembre de 1906[14]
- Imperio otomano:
  - Orden de Osmanieh, 2.ª Clase
  - Orden del Medjidie, 1.ª Clase
  - Medalla Imtiyaz en Oro y Plata
- Persia: Orden del Sol y el León, 1.ª Clase en Diamantes
- Reino de Portugal: Gran Cruz de la Orden Militar de Cristo
- Reino de Rumania:
  - Comandante de la Estrella de Rumania
  - Gran Cruz de la Corona de Rumania
- Imperio ruso:
  - Caballero de San Alejandro Nevski
  - Caballero de Santa Ana, 2.ª Clase en Diamantes
  - Caballero de San Estanislao, 3.ª Clase con Espadas
- Siam: Gran Cruz del Elefante Blanco
- España: Gran Cruz del Mérito Militar
- Suecia: Comandante Gran Cruz de la Espada, 16 de febrero de 1904; con Collar, 6 de junio de 1908[15]
- Reino Unido: Gran Cruz Honorario de la Real Orden Victoriana, 12 de noviembre de 1907[16]